# Góra Rzecińska
Góra Rzecińska – wydma śródlądowa zlokalizowana na terenie Puszczy Noteckiej, około kilometra na północ od Rzecina. Wysokość 98,  97 lub 97,5 m n.p.m.
Wydma stanowi najwyższe wzniesienie środkowej części Puszczy Noteckiej. Na wierzchołku kamień i liczne okazy sosny Banksa. W pobliżu wierzchołka przebiega żółty  szlak turystyczny z Mokrza do Mężyka, a także znajduje się jezioro Pustelnik.